# Templo de Hércules Custódio
O Templo de Hércules Custódio (em latim: Aedes Herculis Custodis) foi um templo romano dedicado para 'Hércules, o Guardião'. Sua localização é desconhecida e nenhum vestígio tem sido encontrado, embora um templo para Hércules ligado a Lúcio Cornélio Sula (o Herculem Sullanum) tenha sido mencionado como estando na região do Monte Esquilino durante o final do século IV.

## Descrição histórica
Sua história não é clara. Ovídio relata que estava localizado a oeste do Circo Flamínio: provavelmente foi construído no mesmo período (por volta de 221 a.C.). Foi reconstruído por Lúcio Cornélio Sula após consultar os Oráculos Sibilinos. Esta consulta aos oráculos e ao epíteto "Custódio" parece implicar que ele foi construído e/ou reconstruído em resposta a uma grande crise, embora não se saiba qual era sua natureza.
Em 218 a.C. o senado decretou uma supplicatio no Aedes Herculi. Embora existissem vários templos de Hércules, isso provavelmente se refere precisamente ao do Hércules Custódio. Os decênviros ordenaram que uma estátua fosse instalada no Templo de Hércules Custódio, em 189 a.C.
No século IV talvez ainda existisse.
Em 1838, Antonio Nibby relatou a presença de restos da base "dentro da casa dos padres somascos em S. Nicola da Cesarini, consistindo em quatro colunas de tufo mutiladas, caneladas e outrora cobertas com estuque, que se erguiam sobre bases de travertino no ático: estão dispostos em círculo, por isso é certo que o templo era de uma forma redonda e perecível: o material e o estilo, condiziam perfeitamente com a época de Sula, e mostram que depois o templo nunca mais foi reconstruído".